# Швенинген (Дунав)
Швенинген (њем. Schwenningen) општина је у њемачкој савезној држави Баварска. Једно је од 27 општинских средишта округа Дилинген ан дер Донау. Према процјени из 2010. у општини је живјело 1.415 становника. Посједује регионалну шифру (AGS) 9773164.

## Географски и демографски подаци
Швенинген се налази у савезној држави Баварска у округу Дилинген ан дер Донау. Општина се налази на надморској висини од 416 метара. Површина општине износи 25,0 km². У самом мјесту је, према процјени из 2010. године, живјело 1.415 становника. Просјечна густина становништва износи 57 становника/km².